# João Pinto
João Manuel Vieira Pinto (Oporto, 19 de agosto de 1971) es un exfutbolista portugués, cuyo último club fue el Sporting Braga de la Primeira Liga.

## Trayectoria deportiva
Vieira Pinto conquistó en 1989 en Riadi y en 1991 en Lisboa dos títulos mundiales. El título del mejor jugador en Portugal le dieron proyección en el extranjero.
Después de dos años con el club norteño (entre 1988 y 1990), João Pinto intentó iniciar una carrera en España, ingresando en el Atlético Madrid B, pero la experiencia no salió bien y regresó a Portugal un año más tarde, sin haber realizado ningún partido con la camiseta "colchonera". 
El Boavista, que entonces era presidido por Valentim Loureiro, su gran mentor, fue el club que reafirmó la apuesta en el joven jugador y en la temporada 1991/92 volvió a demostrar las cualidades que le hicieron destacarse al servicio de las selecciones jóvenes, dirigidas entonces por Carlos 
Queiroz, y con quien llegó a ganar una Copa de Portugal. 
Las exhibiciones de João Pinto despertaron el interés de otros clubes y en 1992 el jugador firmó un contrato con el Benfica, club con el que se consagraría campeón en 1993/94.
Pero fue al año siguiente cuando desempeñó su mejor partido de siempre, delante del eterno rival, el Sporting de Portugal, al ayudar a su equipo a ganar por un expresivo resultado de 6-3, incluidos dos goles de João Pinto. En 1995 alcanzó el puesto de capitán del equipo encarnado. 
La carrera en Lisboa se prolongó hasta 2000, año en el que el entonces presidente benfiquista, João Vale e Azevedo, decidió dispensarle, dejándole sin club antes de la Eurocopa de Holanda y Bélgica en la que Portugal llegó a las semifinales, con un equipo donde militaban João Pinto, Luís Figo y Rui Costa.
Libre y sin club, João Pinto decidió ingresar en el Sporting de Portugal, manteniéndose en Lisboa pero ahora del lado de los rivales del Benfica. 
En su nuevo club hizo exhibiciones decisivas junto con el artillero brasileño Mário Jardel, consiguiendo consagrarse campeón luso una vez más en 2001/02. 
Ahí ganó el apodo de "Gran Artista", puesto por la afición leonina. Pero ese verano, su carrera en la selección de Portugal llegó a su fin, después de que agrediese a un árbitro en un partido del Mundial de Corea del Sur y Japón. 
Finalizado su contrato con los "leones", en 2004, João Pinto regresó al Boavista, donde permaneció 
hasta 2006, firmando después por su último equipo el Sporting 
Braga, poniendo así el punto final a su carrera después de 20 años como futbolista profesional. 
Es famoso por ser miembro de la generación de oro que ganó el campeonato del mundo junior con la selección portuguesa En 1989 y 1991.
Ha jugado en los siguientes equipos: Boavista, Atlético Madrileño (actual Club Atlético de Madrid B), Benfica, Sporting de Portugal, y Sporting Braga.

## Selección
| Mundial                        | Sede                   | Resultado        |
| ------------------------------ | ---------------------- | ---------------- |
| Copa Mundial Sub-20 1989       | Arabia Saudita         | Campeón          |
| Copa Mundial Sub-20 1991       | Portugal               | Campeón          |
| Eurocopa 1996                  | Inglaterra             | Cuartos de final |
| Eurocopa 2000                  | Bélgica y Países Bajos | Semifinal        |
| Copa Mundial de Fútbol de 2002 | Corea del Sur y Japón  | Primera Fase     |

Por la selección ha jugado 81 partidos y ha convertido 23 goles. Está ubicado entre los máximos goleadores de su país, arriba de él están Cristiano Ronaldo, Pauleta, Eusébio, Luís Figo, Nuno Gomes y Rui Costa. 
Participó en la Copa Mundial de Fútbol de 2002, en que no pudo convertir goles, además su selección no se pudo clasificar a los octavos de finales. 
También estuvo presente en la Eurocopa de los Países Bajos y Bélgica, llegando a la semifinal.

## Clubes
| Club                 | País     | Año       |
| -------------------- | -------- | --------- |
| Boavista             | Portugal | 1988−1990 |
| Atlético de Madrid   | España   | 1990−1991 |
| Boavista             | Portugal | 1991−1992 |
| Benfica              | Portugal | 1992−2000 |
| Sporting de Portugal | Portugal | 2000−2004 |
| Boavista             | Portugal | 2004−2006 |
| Sporting Braga       | Portugal | 2006-2008 |